# Черепаха вигнута
Черепаха вигнута (Trachemys gaigeae) — вид черепах з роду Червоновухі черепахи родини Прісноводні черепахи. Має 2 підвиди. Інша назва «черепаха Гейдж» (на честь американської герпетологині Хелени Томпсон Гейдж).

## Опис
Загальна довжина карапаксу досягає 16—29,8 см. Спостерігається статевий диморфізм: самиці більші за самців. Голова середнього розміру. Морда трохи опукла. Карапакс доволі плаский, має овальну форму з невеликим кілем. З віком цей кіль зникає. Пластрон дещо менший за карапакс.
Голова зеленувато—коричневого кольору. На голові добре відокремлене від ока заочноямкова червона або помаранчева пляма з чіткою облямівкою. На підборідді медіальна смуга і короткі латеральні смуги. Забарвлення карапаксу оливково—корінчевий з помаранчевими лініями та кружальцями. Карапакс з сітчастим малюнком, часто з дрібними «очками» або овалами з чіткою темною облямовкою. Малюнок пластрона мінливий. Зазвичай у вигляді великого темного центрального поля з променями, що поширюються уздовж поперечних швів, або з великою плямою на кожному щитку.

## Спосіб життя
Полюбляє ставки з піщаними берегами. У сухі періоди переміщається між ще не засохлими ставками. харчується рибою, ракоподібними, молюсками, комахами.
Самиці стають статевозрілими при довжині 16,9 см, а самці — при 10,3—11,5 см. Залицяння не такі як у інших червоновухих черепах — самець покусує хвіст самки і її задню частину. Самиця у червні відкладає зазвичай 6—11, зрідка 29 яєць розміром 34,5—40,3x21,5—24 мм. За рік буває 1—2 кладки.

## Розповсюдження
Мешкає у штатах Нью-Мексико, Техас (США), у північній Мексикі в штатах Чіуауа і Коауїла. Також черепаху знаходил в системі річок Ріо Гранде й Ріо Кончос.

## Підвиди
- Trachemys gaigeae gaigeae
- Trachemys gaigeae hartwegi